# جورج نورتن ويلكوكس
جورج نورتن ويلكوكس (بالإنجليزية: George Norton Wilcox)‏ هو سياسي أمريكي، ولد في 15 أغسطس 1839 في الولايات المتحدة، وتوفي في 21 يناير 1933 في نفس البلد. حزبياً، نشط في Independent (Kuokoa) Party ‏.